# Club Atlético Osasuna B
El Club Atlético Osasuna B, també conegut com a Club Atlético Osasuna Promesas (nom oficial fins a l'any 1991), és l'equip filial del Club Atlético Osasuna. Fundat l'any 1964, en la temporada 2018-2019 juga al grup XV de la Tercera divisió després que en la temporada 2017-2018 perdés la categoria a Segona divisió B.

## Uniforme
- Primera equipació: Samarreta vermella, pantaló i mitges blau marí.
- Segona equipació: Samarreta blau cel, pantaló i mitges blancs

## Estadi
L'Osasuna B juga els seus partits com a local a les Instal·lacions de Tajonar, ciutat esportiva del CA Osasuna, situades al municipi d'Aranguren, al sud de Pamplona. El camp principal, de gespa natural, té una capacitat aproximada per a 4.500 espectadors. Ocasionalment, l'equip pot disputar alguns partits puntuals al Reyno de Navarra.

## Dades del club
- Temporades a Primera Divisió: 0
- Temporades a Segona Divisió A: 0
- Temporades a Segona Divisió B: 30
- Temporades a Tercera Divisió: 9
- Millor posició a la lliga: 2n (Segona Divisió B, temporades 1989-90 i 1995-96)
- Pitjor posició en categoria nacional: 20è (Tercera Divisió, temporada 1973-74)

## Palmarès
- 2 Campionats de Tercera Divisió (Temporades 1985-86 i 1986-87)